# Nagroda im. prof. Stefana Bryły
Nagroda imienia profesora Stefana Bryły jest nadawana przez Polski Związek Inżynierów i Techników Budownictwa (PZITB). Ma on na celu uczczenia Stefana Bryły.

## Historia
Nagroda została ustanowiona uchwałą XXII Krajowego Zjazdu Delegatów PZTTB. Zjazd odbył się we wrześniu 1965 w Zielonej Górze. Została ona ustanowiona wraz z nagrodą im. prof. Wacława Żenczykowskiego. Regulamin nagrody został zatwierdzony uchwałą Zarządu Głównego PZITB w dniu 30 czerwca 1965. Został on zmieniony uchwałami z dnia 5 mają 1987, 1 lutego 1994, 22 lutego 2005 oraz 13 września 2011. Obecny regulamin przyznawania medalu został ustanowiony uchwałą nr 80/2016 Zarządu Głównego PZITB z dnia 3 czerwca 2016.

## Warunki przyznania nagrody
Nagroda im. prof. Stefana Bryły  ma znaczenie honorowy i prestiżowy. Przyznaje się ją za osiągnięcia naukowo-badawcze lub naukowa-techniczne w dziedzinie konstrukcji budowlanych.

## Laureaci
- 1965 – Zbigniew Mazurkiewicz
- 1966 – Edward Krynicki
- 1967 – Józef Głomb
- 1968 – Dionizy Niepostyn
- 1969 – Ryszard Dąbrowski
- 1970 – Jerzy Kobiak
- 1970 – Wiesław Stachurski
- 1971 – Witold Nowacki
- 1972 – Eugeniusz Śledziewski
- 1973 – Zbigniew Reipert
- 1974 – Wojciech Kukulski
- 1975 – Jerzy Weseli
- 1976 – Zbigniew Bzymek
- 1977 – Jakub Mames
- 1978 – Andrzej Marek Brandt
- 1979 – Włodzimierz Starosolski
- 1980 – Janusz Kawecki
- 1981 – Tadeusz Klocek
- 1982 – Witold Wołowicki
- 1983 – Czesław Branicki
- 1984 – Krzysztof Dyduch
- 1985 – Stanisław Weiss
- 1986 – Reinhold Kałuża
- 1987 – Antoni Wegner
- 1988 – Zdzisław Sulimowski
- 1989 – Piotr Konderla
- 1990 – Michał Knauff
- 1991 – Stefan Goszczyński
- 1992 – Andrzej Łapko
- 1993 – Andrzej Flaga
- 1994 – Szczepan Woliński
- 1995 – Kazimierz Furtak
- 1996 – Jan Biliszczuk
- 1997 – Czesław Miedziałowski
- 1998 – Marian Giżejowski
- 1999 – Marian Gwóźdź
- 2000 – Zbigniew Zembaty
- 2001 – Aleksander Kozłowski
- 2002 – Bogumił Wrana
- 2003 – Krzysztof Stypuła
- 2004 – Jan Bień
- 2005 – Ryszard Wojdak
- 2006 – Jan Kubica
- 2007 – Tadeusz Stanisław Urban
- 2008 – Walter Wuwer
- 2009 – Robert Kowalski
- 2010 – Barbara Klamczak
- 2011 – Tadeusz Chyży
- 2012 – Artur Zbiciak
- 2013 – Renata Kotynia
- 2014 – Elżbieta Szmigiera
- 2015 – Piotr Górski
- 2016 – Lucjan Ślęczka
- 2017 – Tomasz Lipecki
- 2018 – Mariusz Zych
- 2019 – Radosław Jasiński
- 2020 – Monika Mitew-Czajewska
- 2021 – Marcin Kozłowski
- 2022 – Wojciech Puła
- 2023 – Lidia Buda-Ożóg[1]
- 2024 – Wojciech Węgrzyński[3]